# Новый Израиль (лубковцы)
Новый Израиль (лубко́вцы) — христианская секта, возникшая в начале XX века и происходившая от позднего хлыстовства, но отличавшаяся от него по ряду признаков.

## Религиозные взгляды
Учение секты подразумевало существование единственного живого бога, при этом отрицалась тайна бога и проповедовался отказ от многих ограничений, налагавшихся христововерческой традицией. Поэтому последователям разрешалось употреблять в пищу практически всё, включая мясо. Церковное венчание заменялось гражданским браком.

## Руководство
Основателем и руководителем новоизраильтян являлся крестьянин Воронежской губернии Василий Семёнович Лубков, который объявил себя «живым богом» и «царём XXI века».

## Хронология
- В 1891 году Лубков, которому было 22 года, объявил себя «живым богом» и взял руководство церковью на себя.
- В 1905 году под его руководством церковь перевела свой центр в Ростов-на-Дону, и позже распространила своё влияние на юг России.
- В 1911 году Лубков посетил США, чтобы найти пристанище для своих последователей, но решил, что страна не подходит для его целей. В это же время он познакомился с уругвайским консулом Хосе Ричлингом.
- В 1912 году два представителя президента Уругвая Хосе Батле и Ордоньес посетили Кавказ, чтобы посмотреть на потенциальных иммигрантов. Они высоко оценили работы и способности последователей.
- В 1913 году корабли «18 de Julio» (18 июля) и «Taongarupa» (Таонгарупа) привезли три сотни семей на берег реки Уругвай, в 164-х километрах от Монтевидео.
- С 1913 по 1914 год примерно две тысячи последователей под предводительством Лубкова эмигрировали в Уругвай и построили фермерский город Сан-Хавьер.
- Около 1940 года от Нового Израиля ответвилась секта Новохристианский союз (1000 адептов в Краснодарском и Ставропольском краях).[1]

## Эмиграция и репатриация
Иммигранты поселились на границе с Аргентиной, в устье рек Уругвай и Ла-Плата. Основную проблему на начальном этапе представляли малярийные комары и плохая инфраструктура Уругвая. Жильём первое время служили тростниковые хижины. Никто из переселенцев не владел испанским, а потому Лубков превратился в настоящего бога для переселенцев в этой глухой местности. Лубков ввёл коллективную собственность, которой он сам и распоряжался, фактически превратив всю коммуну в одну семью сектантов. В умах переселенцев начались брожения. Непослушных Лубков выселял «за околицу», то есть выгонял за пределы колонии. 
К концу 1920-х годов, большинство русских переселенцев вышло из-под контроля Лубкова. Собрав последних лояльных ему людей, он решил вернуться в СССР, поселившись в низовьях реки Маныч, в селе Красный Октябрь, Ростовская область, РСФСР. После начала сталинских репрессий Лубков и близкие ему члены секты были репрессированы. Репрессии продолжались с 1933 по 1938 годы. Сектанты ушли в подполье или были уничтожены, хотя отдельные следы активности отмечались до середины 1950-х годов.

## Судьба оставшихся в Уругвае
Часть русских в 1961 году — после объявления Н. С. Хрущёвым о массовой репатриации — вернулась через Атлантику на юг России и поселилась в Ставропольском, Краснодарском краях и Кабардино-Балкарской АССР.
Военная диктатура в Уругвае 1973—1985 годов стала временем репрессий, в том числе против русских. Их культурный центр был разрушен. Замучен был также доктор русского происхождения Серхио Трегубов.